# حادث قطار ميلان 2018
حادث قطار ميلان 2018 هو حادث انحراف قطار على الساعة 07:00 بالتوقيت المحلي بالقرب من ميلان، إيطاليا يوم 25 كانون الثاني / يناير 2018 عندما انحرف قطار ركاب معبأة. نتج عن الحادث ما لا يقل عن 3 قتلى  وأكثر من 100 جريح بينهم 10 في حالة خطيرة.